# Рост Юрій Михайлович

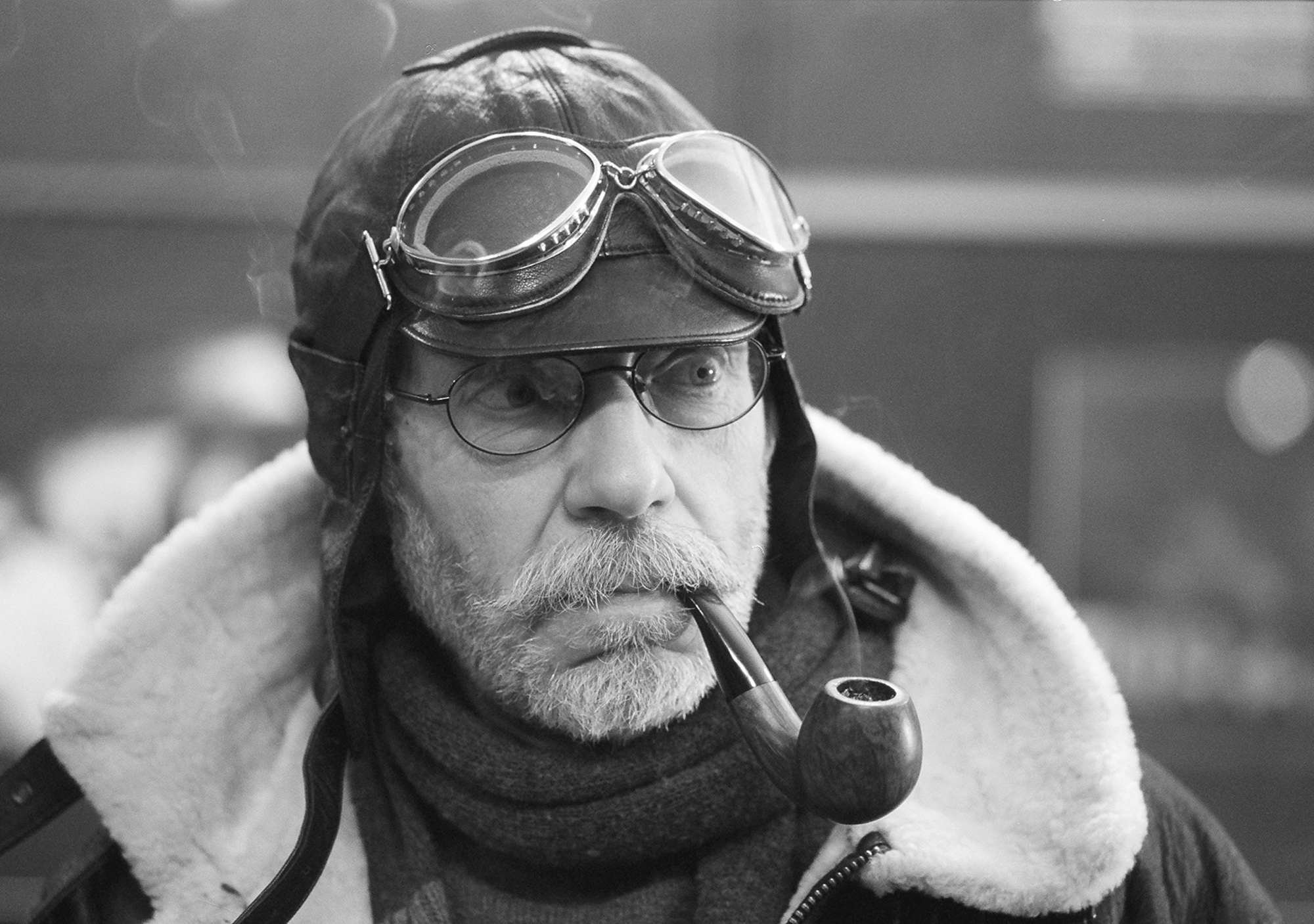

Юрій Михайлович Рост (* 1 лютого 1939, Київ, УРСР) — російський фотограф, журналіст, письменник, актор.

## Біографія
Закінчив Київський інститут фізкультури, факультет журналістики Ленінградського державного університету. Працював:
- 1967-1979 — спеціальний кореспондент газети «Комсомольська правда».
- З 1979 — оглядач і фотокореспондент тижневика «Литературная газета».
- З 1994 — автор і ведучий програми «Конюшня Юрія Роста» (до 1997 року на телеканалі НТВ, потім на телеканалі «РЕН ТВ».
- З 1995 — член Ради гарантів тижневика «Общая газета».
- З 1997 — оглядач і фотокореспондент газети «Московські новини».

Оглядач російської «Нової газети».

## Фільмографія
1. 1993: Настя — Телевізійник
2. 1995: Орел і решка — Доктор
3. 1997: Вальс-Бостон — Юрій Рост
4. 2000: Фортуна — Борис Мітюков
5. 2006: Сади восени
6. 2009: Шантрапа